# Мачаций потік
Мачаций потік (словац. Mačací potok) — річка в Словаччині, права притока Рімави, протікає в окрузі Рімавска Собота.
Довжина — 26.3 км.
Витік знаходиться в масиві Чертова верховина на висоті 220 метрів біля села Петровце. Протікає селами Гостиці, Дрня і Єстиці.
Впадає у Рімаву біля села Рімавска Сеч на висоті 160 метрів.